# Palais Klov
Le palais Klov (en ukrainien : Кловський палац) est un édifice situé à Kiev, en Ukraine. Il est le siège de la Cour suprême d'Ukraine.

## Histoire du palais
Le palais a été construit entre 1752 et 1756.